# VK 30.01 (P)
El VK 30.01 (P) fue un prototipo de tanque medio producido en Alemania entre 1940 y 1941. Dos chasis fueron producidos. El tanque nunca llegó ser producido en serie, pero fue el precursor del VK 45.01 Tiger (P). El VK 30.01 (P) también fue llamado Porsche Typ 100.

## Inicios del VK 30.01 (P)
En 1939, la Wehrmacht expresó la necesidad de un tanque de 30 toneladas. Los proyectos enfocados en suplir dicha necesidad fueron designados VK 30.xx (VK o Voll Ketten significa completamente orugado; 30 es el peso aproximado de 30 toneladas; y los últimos dos dígitos xx, denotan el 1er/2do/3er diseño de dicho fabricante). Cuatro renombrados fabricantes participaron en dichos diseños: Porsche, Henschel & Son, MAN, y Daimler-Benz. La versión Porsche, según la notación dada, recibió la designación VK 30.01 (P).

## Desarrollo
Los requisitos para el desarrollo del nuevo tanque de 30 toneladas eran que al menos pudiese montar el cañón principal de 7,5 cm KwK 37 L/24, aunque preferiblemente pudiese montar el 10,5 cm KwK 42 L/28. Posteriormente, en 1941, la Wehrmacht en el frente oriental se encontró con blindados enemigos excepcionalmente acorazados tal como el KV-1. Se llevaron a cabo planes para que el tanque montase el cañón 8,8 cm KwK 36 L/56, aún más efectivo.
Krupp fue contratado directamente por Porsche para producir la torreta que albergaría el KwK 36 de 8,8 cm. Se completaron los planos de dicha torreta el 5 de marzo de 1941. Esta torreta Krupp sería posteriormente utilizada en el Tiger (P) también de Porsche y en el Tiger I producido por Henschel. 
Porsche utilizó una transmisión híbrida gasoeléctrica, cuyo uso era poco común en los tanques de la época. Las ruedas de espigas frontales para las orugas eran accionadas por dos motores eléctricos montados en la parte anterior del chasis. Dos motores de gasolina V10 refrigerados por aire, montados en la parte posterior del vehículo, estaban conectados a dos generadores para producir electricidad. La electricidad generada era utilizada para accionar los motores eléctricos. Cada motor producía 210 PS (207 CV) a 2500 RPM; un total de 420 PS (414 CV) accionaban dichos generadores.